# 120188 Amyaqueche
120188 Amyaqueche è un asteroide della fascia principale. Scoperto nel 2004, presenta un'orbita caratterizzata da un semiasse maggiore pari a 2,2378434 UA e da un'eccentricità di 0,1171499, inclinata di 2,64364° rispetto all'eclittica.